# Resolució 1394 del Consell de Seguretat de les Nacions Unides
La Resolució 1394 del Consell de Seguretat de les Nacions Unides, adoptada per unanimitat el 27 de febrer de 2002 després de reafirmar totes les resolucions anteriors del Sàhara Occidental i el seu compromís d'aconseguir una solució duradora a la disputa, el Consell va prorrogar el mandat de la Missió de Nacions Unides pel Referèndum al Sàhara Occidental (MINURSO) fins al 30 d'abril de 2002.
El Consell de Seguretat es va comprometre a considerar al Secretari General les "quatre opcions" del Kofi Annan per al futur del procés de pau del Sàhara Occidental descrit en el seu informe, assenyalant que ni el Marroc ni el Front Polisario, no havien cooperat plenament amb les Nacions Unides en la solució de la seva disputa. Ls quatre opcions eren:
1. La represa de la implementació del Pla de Regularització sense requerir acords d'ambdues parts;
2. El Enviat Personal del Secretari General James A. Baker III revisaria l'acord marc que es presentaria a les parts de forma no negociable;
3. El Enviat Personal del Secretari General, James A. Baker III, determinaria si les parts discutirien una divisió del Sàhara Occidental;
4. La terminació de l'operació de la MINURSO.